# فیلچم ویت اپلیتون
فیلچم ویت اپلیتون (به انگلیسی: Flitcham with Appleton) یک روستا و محله مدنی در بریتانیا است که در King's Lynn and West Norfolk واقع شده‌است. فیلچم ویت اپلیتون ۱۷٫۰۸ کیلومتر مربع مساحت و ۲۷۶ نفر جمعیت دارد.